# Twenty20

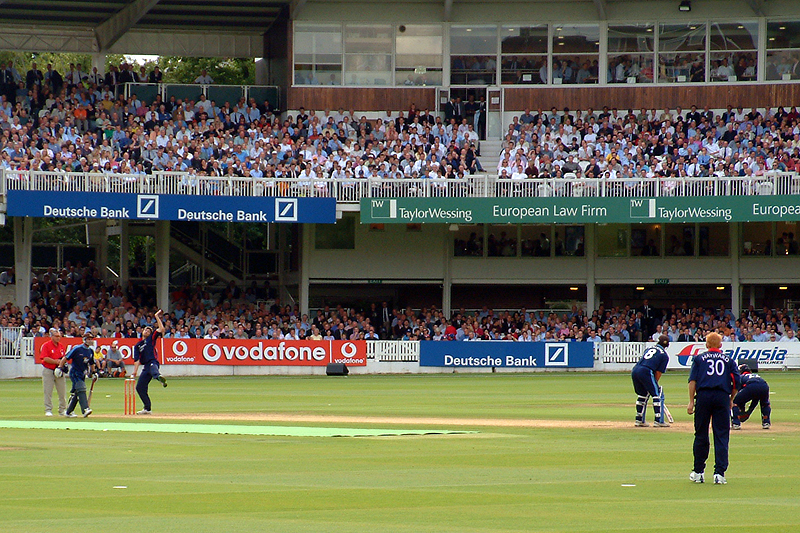
Un Twenty20 dure entre deux et trois heures.

Le Twenty20 (twenty-twenty) est une forme de cricket introduite au niveau professionnel en 2003. À haut niveau, c'est la variante la plus courte de jeu : chaque équipe dispose d'une unique manche de vingt séries de lancers pour marquer, et un match dure environ trois heures. La première rencontre disputée au niveau international a lieu en 2005. Des compétitions de Twenty20 sont organisées dans les principales nations du cricket.

## Principe et règles
Au cours d'un match de Twenty20, chaque équipe dispose d'une unique manche de vingt séries de (six) lancers pour marquer des courses. L'équipe qui gagne est celle qui a marqué le plus de courses. Les lois du cricket s'appliquent, mais avec quelques aménagements. Particularité de ce format, en cas d'égalité à l'issue des deux manches, une étape supplémentaire peut être organisée pour décider d'un gagnant. Au niveau international, à partir de 2008, il s'agit du « Super Over » : chaque équipe dispose d'une série de six lancers (tous effectués par le même lanceur adverse) et de trois batteurs pour marquer. Auparavant, le bowl-out était utilisé. Celui-ci suit le principe d'une séance de tirs au but au football : cinq lanceurs de chaque équipe doivent viser l'un des guichets (non défendu par un batteur).

## Histoire
La première compétition de Twenty20 est le fruit de la fédération anglaise, l'England and Wales Cricket Board (ECB), et a été imaginée par le directeur marketing de celle-ci, Stuart Robertson. Celui-ci, s'inquiétant d'affluences relativement faibles dans les compétitions nationales, commande un sondage et s'aperçoit que, si le public n'est pas au rendez-vous, c'est parce que, notamment, les matchs sont trop longs. Il pense alors à proposer ce nouveau format de jeu dont les parties ne durent que trois heures environ. La Twenty20 Cup voit le jour en 2003, et attire un nouveau public, plus familial.

## Matchs et compétitions
Les rencontres internationales disputées au format Twenty20 international sont classées comme rencontres Twenty20. Le championnat du monde de Twenty20 est organisé depuis 2007. En dehors des rencontres internationales, plusieurs fédérations nationales organisent des compétitions de Twenty20. La Ligue des champions de Twenty20 rassemble depuis 2009 les meilleures équipes de différentes compétitions nationales.